# Loessl János
Loessl János, névváltozata: Loeszl János Ferenc (Kistelek, 1887. július 6. – Debrecen, 1955. szeptember 2.) orvos, egyetemi tanár, anatómus, sebész.

## Élete
Loeszl Jenő (1853–1907) községi orvos és Lenner Leopoldina (1852–1905) fiaként született. Apai nagyapja, Loeszl János (1817–1883) az 1848–49-es szabadságharcban honvédhuszár-főhadnagyként szolgált.
Középiskolai tanulmányait 1898 és 1907 között a Szegedi Magyar Királyi Állami Főgimnáziumban végezte, majd 1907-ben felvételt nyert a Budapesti Tudományegyetem Orvostudományi Karára, ahol 1912-ben avatták orvosdoktorrá. Még mint orvostanhallgató, a II. sz. Anatómiai Intézet gyakornoka, majd tanársegédje lett. Az első világháborúban megszakítás nélkül harcvonalbeli orvosi szolgálatot teljesített és számos kitüntetésben részesült.
Hazatérését követően az I. sz. Sebészeti Klinikán kapott állást, s itt nyert műtőorvosi képesítést. 1921 őszén az akkor megnyílt debreceni Tisza István Tudományegyetem Sebészeti Klinikájára nevezték ki első tanársegéddé. Három év múlva a klinika adjunktusa lett. 1927-ben magántanárrá habilitálták a sebészeti műtéttan című tárgykörből. Ennek közel 20 éven át előadója volt. 1931-ben megvált a klinikától és az Egyetem kezelésébe átvett közkórház sebész főorvosa lett. Ezt az osztályt 1944 őszéig vezette. Ekkor átvette a Sebészeti Klinika vezetését és ennek igazgató tanára maradt 1955 szeptemberében bekövetkezett haláláig. 1939-ben rendkívüli tanári címet kapott.

### Családja
Felesége Emerich Flóra (1891–1979) volt, Emerich Arnold építési vállalkozó és Weisz Cecília lánya, akivel 1932. szeptember 27-én Debrecenben kötött házasságot.

## Művei
- Hereburok daganatairól (Debrecen, 1924)
- Az acidosis jelentősége a sebészetben. (Budapesti Orvosi Újság, 1925, 49.)
- A colon nyálkahártya csövének csaknem teljes kirongálása (dementia praecox). Jáki Gyulával. (Orvosi Hetilap, 1926, 1.)
- Gümős csontízületek nyirokcsomók sebészi kezelése (Debrecen, 1928)
- Epekő és gyomorresectio (Debrecen, 1930)
- Acidosis szerepe a sebészetben (Budapest, 1933)
- A gyermekkor végtagsérüléseinek következményeiről és azoknak megelőzéséről (Budapest, 1938)
- Sósav, mint antisepticum (Budapest, 1939)
- Szokatlan nagyságú elsődleges echinococcus tömlő az agyban (Papp Zoltánnal, Budapest, 1939)
- Sebészet (Debrecen, 1951)

## Díjai, elismerései
- Signum Laudis
- Koronás arany érdemkereszt a vitézségi érem szalagján (1914)